# Torbay (Great Southern)
Torbay is een plaats in de regio Great Southern in West-Australië.

## Geschiedenis
Rond 1886 begon het bedrijf 'Millars Karri & Jarrah Forests Ltd' met de bouw van de Great Southern Railway. In 1889 opende het bedrijf een spoorweg om het hout van haar houtzagerijen voor de aanleg van de Great Southern Railway te vervoeren. Voorheen werd het hout per schip vervoerd. Een van de stations op de lijn heette Torbay, naar de gelijknamige baai ten zuiden van de plaats. De baai werd vermoedelijk naar de Tor Bay in Devon vernoemd.
'Millars Karri & Jarrah Forests Ltd' had ook het land rondom de spoorweg in eigendom. Toen tien jaar later het beste hout uit de omgeving gerooid was kreeg de overheid het land in handen. Het werd opgedeeld en vrijgegeven voor landbouw. De locatie aan het station werd voorbehouden voor een dorp. Torbay werd in 1910 officieel gesticht. In 1912 werd een gemeenschapszaal gebouwd, de 'Torbay Hall'. Ze diende onder meer als kerk.

## 21e eeuw
Torbay maakt deel uit van het lokale bestuursgebied (LGA) City of Albany waarvan Albany de hoofdplaats is.
In 2021 telde Torbay 378 inwoners tegenover 274 in 2006.

## Transport
Torbay ligt nabij de South Coast Highway, 423 kilometer ten zuidzuidoosten van de West-Australische hoofdstad Perth, 30 kilometer ten oosten van Denmark en 25 kilometer ten westen van Albany.
De spoorweg tussen Albany en Nornalup kwam in 1907 onder beheer van de Western Australian Government Railways, diende tot 1957 en werd in 1963 afgebroken.

## Vernoeming
De maankrater Torbay werd naar het Australische dorp vernoemd.

## Externe links

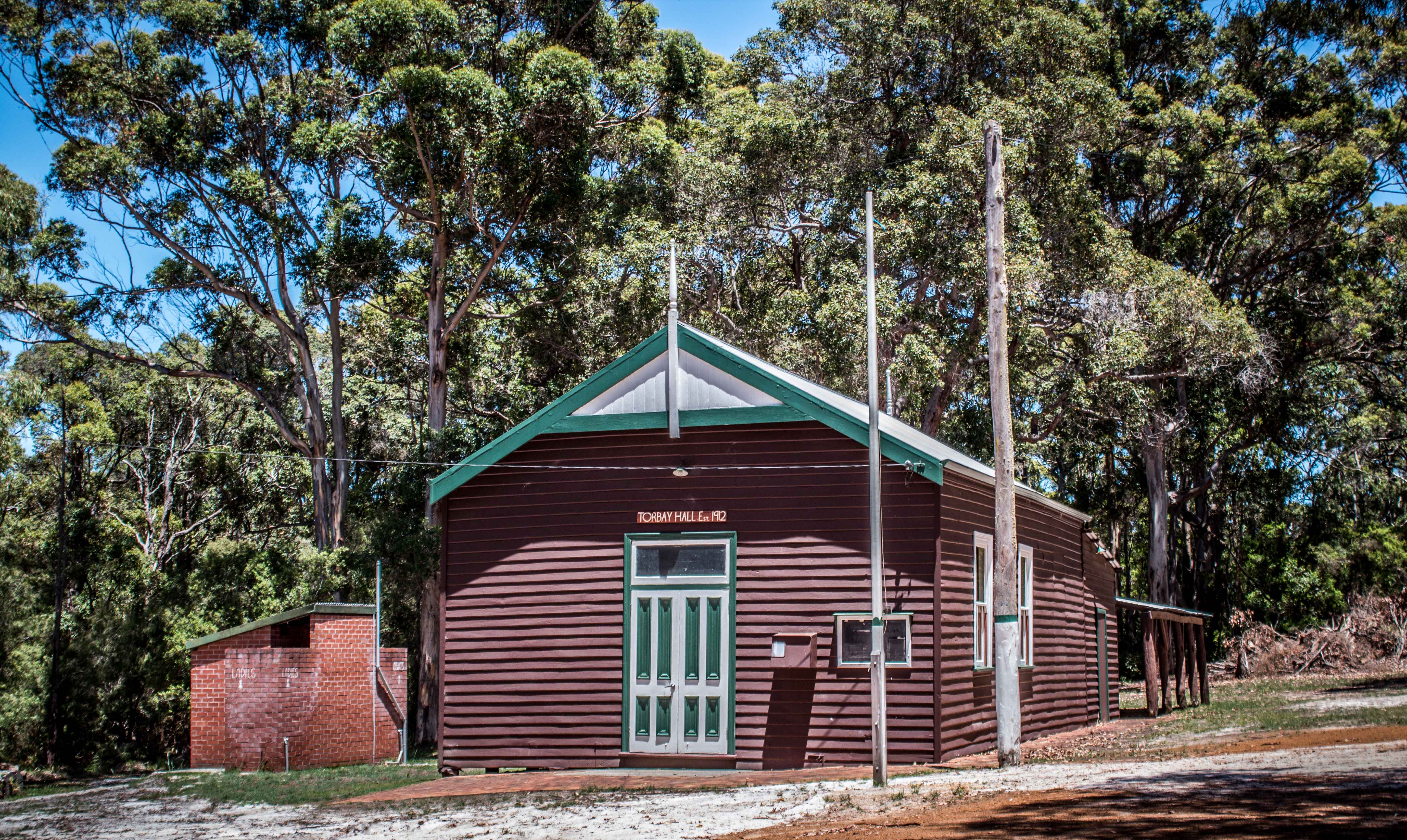
'Torbay Hall' uit 1912